# (121593) Kevinmiller
(121593) Kevinmiller est un astéroïde de la ceinture principale.

## Description
(121593) Kevinmiller est un astéroïde de la ceinture principale. Il fut découvert le 9 novembre 1999 aux Monts Santa Catalina par le projet CSS. Il présente une orbite caractérisée par un demi-grand axe de 3,20 UA, une excentricité de 0,13 et une inclinaison de 10,3° par rapport à l'écliptique.
Il est nommé d'après un contributeur de la mission OSIRIS-REx dont l'objet est l'étude de l'astéroïde (101955) Bénou.